# Richie Ginther
Paul Richard "Richie" Ginther (Kalifornija, SAD, 5. kolovoza, 1930. – Francuska, 20. rujna 1989.) je bivši američki vozač automobilističkih utrka.

## Rezultati u Formuli 1
| Sezona | Momčad                                     | Šasija                        | Motor                          | Utrke | Pobjede | Podiji | Bodovi  | Plasman |
| ------ | ------------------------------------------ | ----------------------------- | ------------------------------ | ----- | ------- | ------ | ------- | ------- |
| 1960.  | Scuderia Ferrari Reventlow Automobiles Inc | Ferrari 246P / D246 Scarab F1 | Ferrari Offenhauser Straight-4 | 4 (3) | 0       | 1      | 8       | 9.      |
| 1961.  | Scuderia Ferrari                           | Ferrari 156                   | Ferrari                        | 8 (7) | 0       | 3      | 16      | 5.      |
| 1962.  | Owen Racing Organisation                   | BRM P48 / P57                 | BRM                            | 9     | 0       | 2      | 10      | 8.      |
| 1963.  | Owen Racing Organisation                   | BRM P57                       | BRM                            | 10    | 0       | 5      | 29 (34) | 3.      |

## Vanjske poveznice
- Richie Ginther na Racing Reference